# Futun Xi
Der Futun Xi (chinesisch 富屯溪, Pinyin Fùtún xī) ist ein Fluss in der südostchinesischen Provinz Fujian. Er entspringt im Wuyi-Gebirge im Nordwesten der Provinz und durchfließt dann die Orte Guangze, Shaowu und Shunchang. Wenige Kilometer oberhalb von Nanping fließt er mit dem Sha Xi zusammen und bildet den Min Jiang. Er gehört zu den drei großen Nebenflüssen des Min Jiang an seinem Oberlauf.
Der Futun Xi hat eine Länge von 285 Kilometern und ein Einflussgebiet von 13.733 Quadratkilometern. Sein Gefälle beträgt 1,2 Promille. Er hat mit dem Jin Xi und dem Kleinen Futun Xi zwei Nebenflüsse.
An der Messstelle bei Yangkou flossen im Jahresdurchschnitt 444 Kubikmeter Wasser pro Sekunde ab. Der bisher größte Wert wurde 1954 mit 698 Kubikmetern pro Sekunde, der niedrigste Wert mit 224 Kubikmetern pro Sekunde ermittelt. Drei Viertel des Wassers fließt in den Frühlings- und Sommermonaten ab. Im Juni fließen 22,1 % der gesamten Jahresmenge durch die Messstelle, im Januar hingegen 2,8 %.